# Twierdzenie o bezwładności form kwadratowych
Twierdzenie o bezwładności form kwadratowych (zwane czasem twierdzeniem Sylvestera-Jacobiego) opisuje niezmienniczość liczby współczynników dodatnich i ujemnych formy kwadratowej ze względu na sprowadzanie jej do różnych postaci kanonicznych.

## Twierdzenie
Jeśli sprowadza się rzeczywistą formę kwadratową do dwóch różnych postaci kanonicznych za pomocą nieosobliwych przekształceń rzeczywistych, to obie formy kanoniczne mają te same liczby współczynników dodatnich i współczynników ujemnych.

## Przestrzenie ortogonalne
Twierdzenie o bezwładności form kwadratowych można wypowiedzieć w języku przestrzeni ortogonalnych.
Załóżmy, że {\displaystyle (V,\xi )} jest przestrzenią ortogonalną nad ciałem liczb rzeczywistych oraz
{\displaystyle (\alpha _{1},\dots ,\alpha _{n}),(\beta _{1},\dots ,\beta _{n})}
są dwiema bazami prostopadłymi przestrzeni {\displaystyle (V,\xi ).} Wówczas,
{\displaystyle {\begin{array}{lcl}r_{+}(\alpha _{1},\dots ,\alpha _{n})&=&r_{+}(\beta _{1},\dots ,\beta _{n})\\r_{-}(\alpha _{1},\dots ,\alpha _{n})&=&r_{-}(\beta _{1},\dots ,\beta _{n})\\r_{0}(\alpha _{1},\dots ,\alpha _{n})&=&r_{0}(\beta _{1},\dots ,\beta _{n}),\end{array}}}
gdzie:
{\displaystyle {\begin{array}{lcl}r_{+}(\alpha _{1},\dots ,\alpha _{n})&=&\operatorname {card} \{1\leqslant i\leqslant n\colon q_{\xi }(\alpha _{i})>0\}\\r_{-}(\alpha _{1},\dots ,\alpha _{n})&=&\operatorname {card} \{1\leqslant i\leqslant n\colon q_{\xi }(\alpha _{i})<0\}\\r_{0}(\alpha _{1},\dots ,\alpha _{n})&=&\operatorname {card} \{1\leqslant i\leqslant n\colon q_{\xi }(\alpha _{i})=0\}\end{array}}}
{\displaystyle q_{\xi }} – forma kwadratowa funkcjonału dwuliniowego {\displaystyle \xi .}

### Sygnatura funkcjonału
Liczbę
{\displaystyle s(\xi ):=r_{+}(\alpha _{1},\dots ,\alpha _{n})-r_{-}(\alpha _{1},\dots ,\alpha _{n})}
nazywa się sygnaturą funkcjonału {\displaystyle \xi } (bądź przestrzeni {\displaystyle V} – oznacza się zwykle ją wówczas symbolem {\displaystyle s(V)}).